# Donuca castalia
Donuca castalia är en fjärilsart som beskrevs av Fabricius 1775. Donuca castalia ingår i släktet Donuca och familjen nattflyn. Inga underarter finns listade i Catalogue of Life.

## Bildgalleri

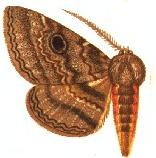
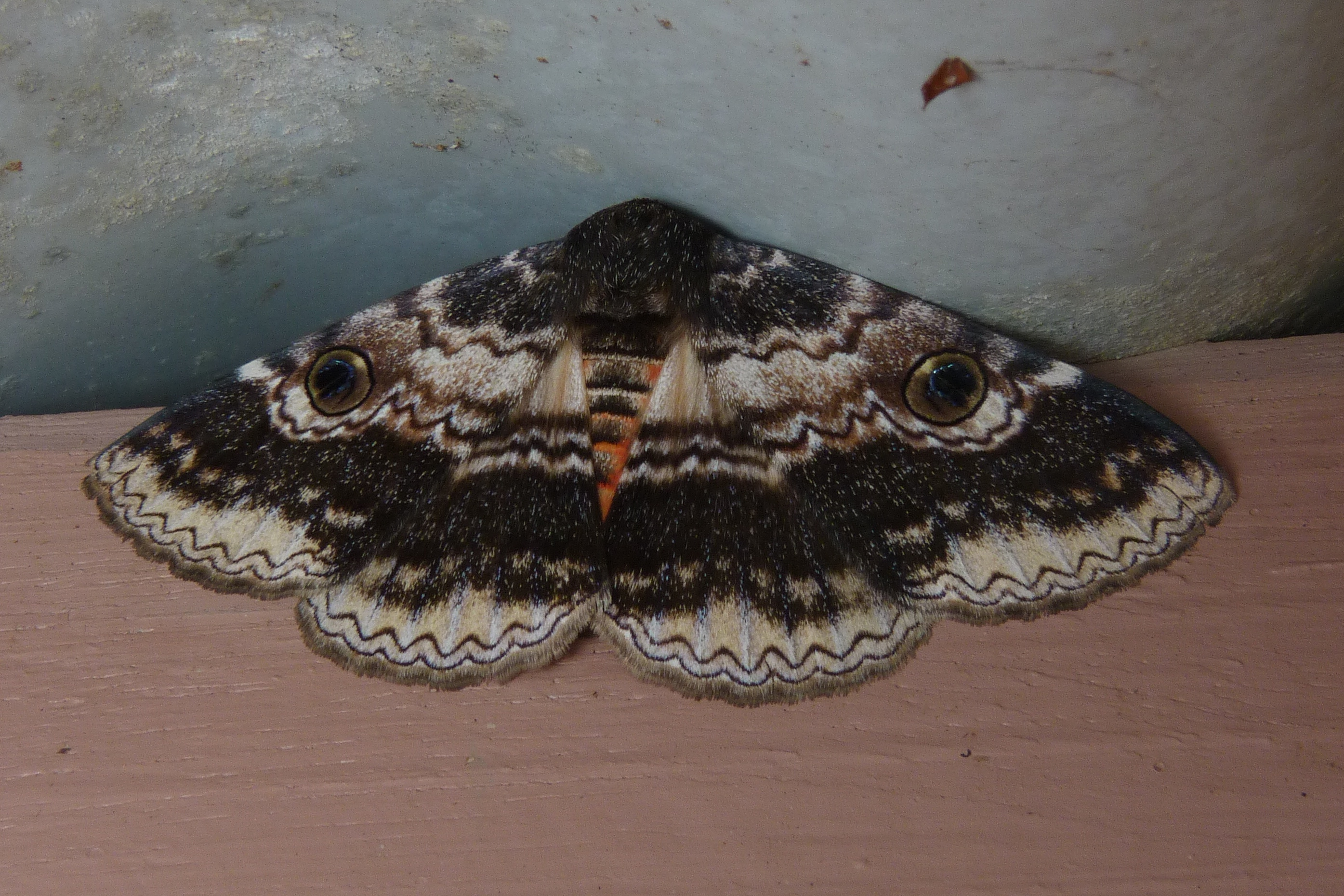
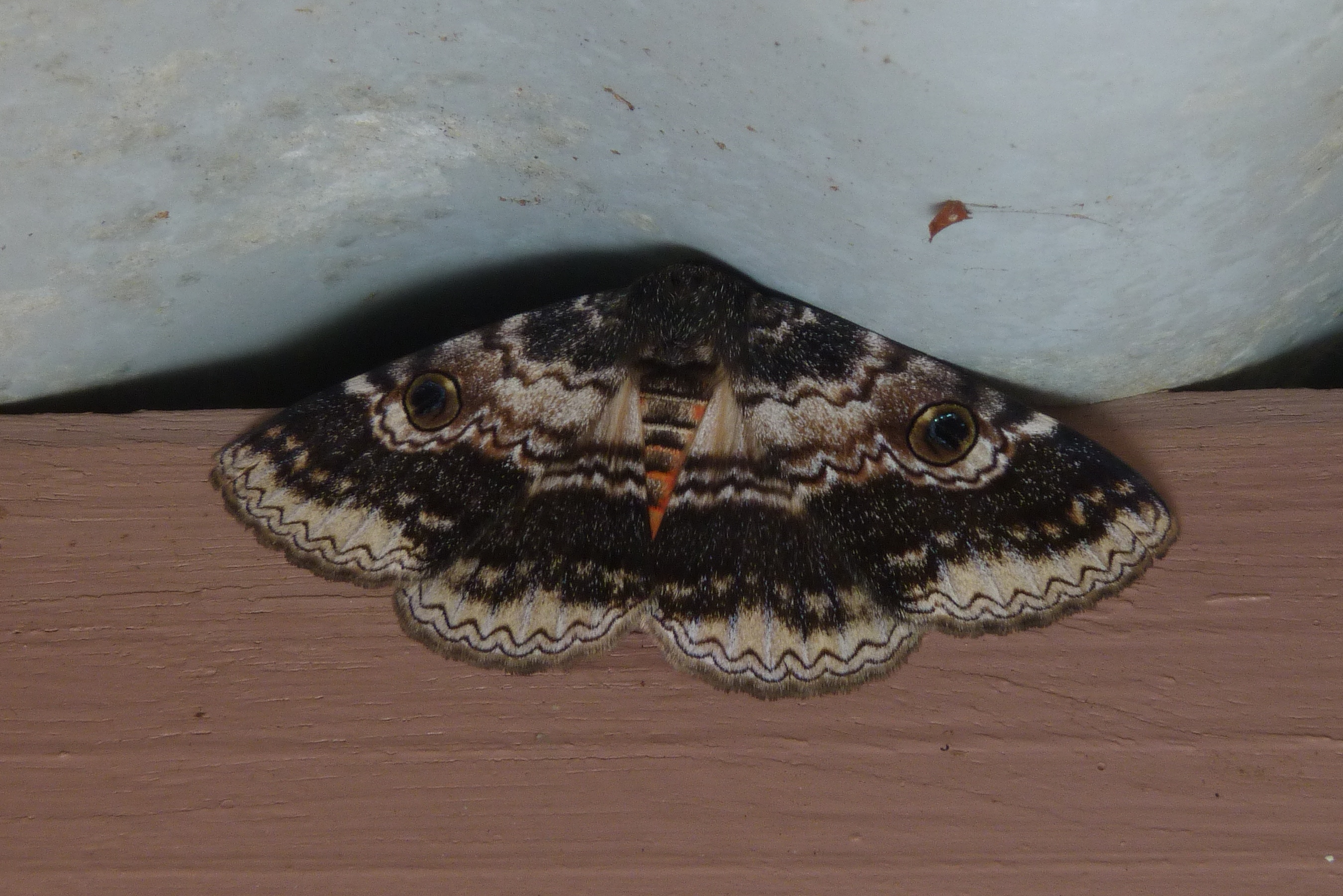
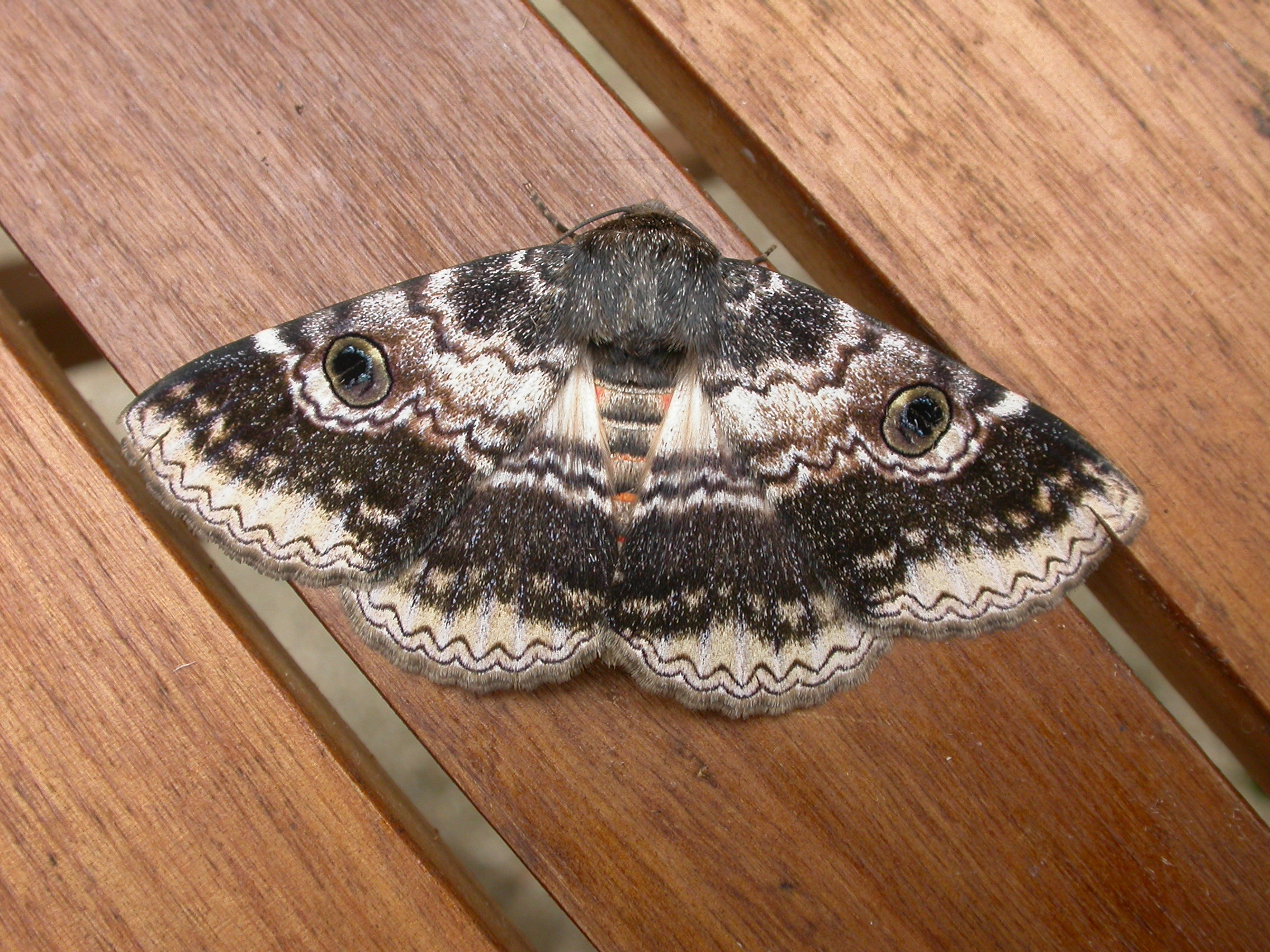
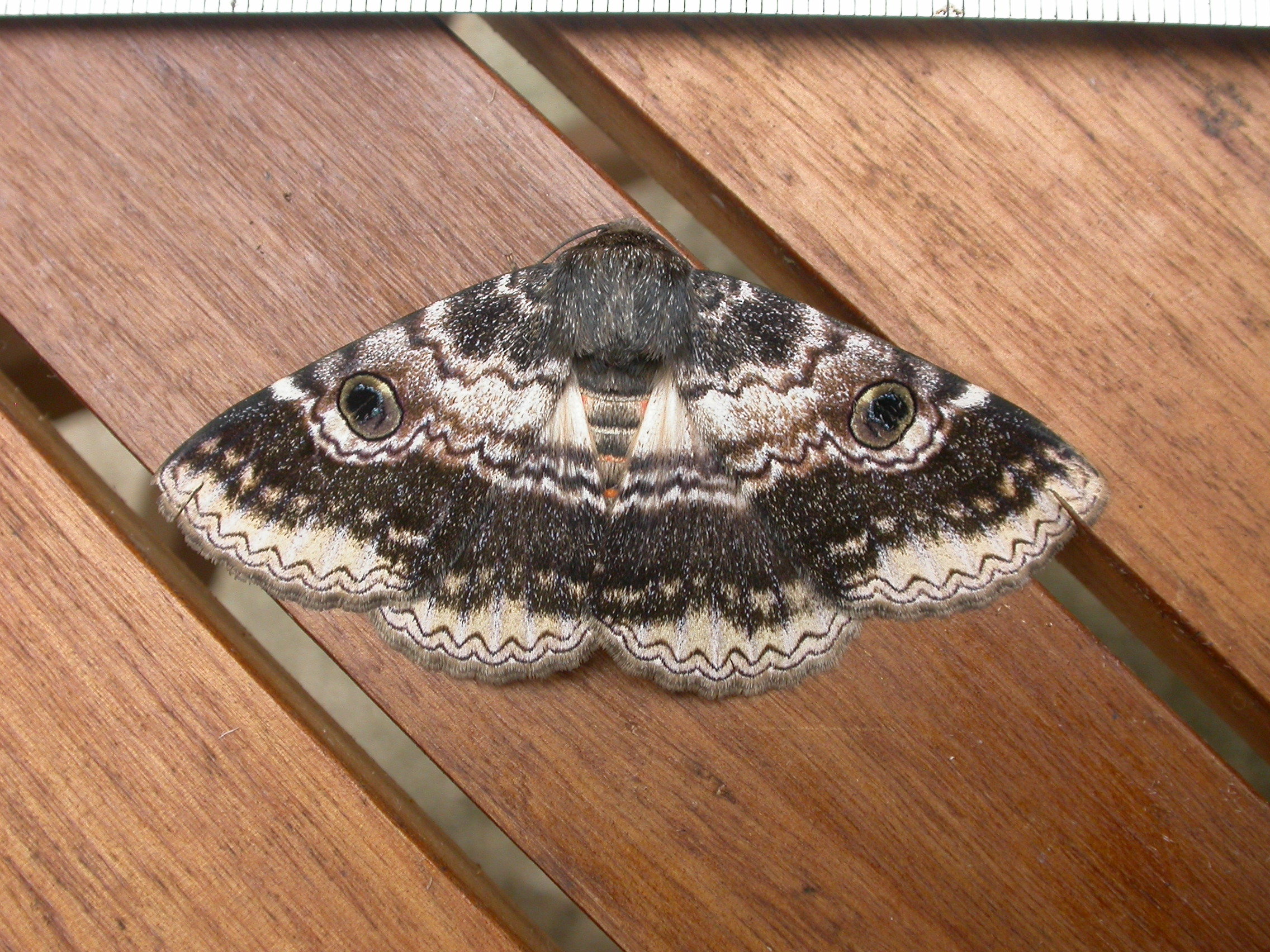
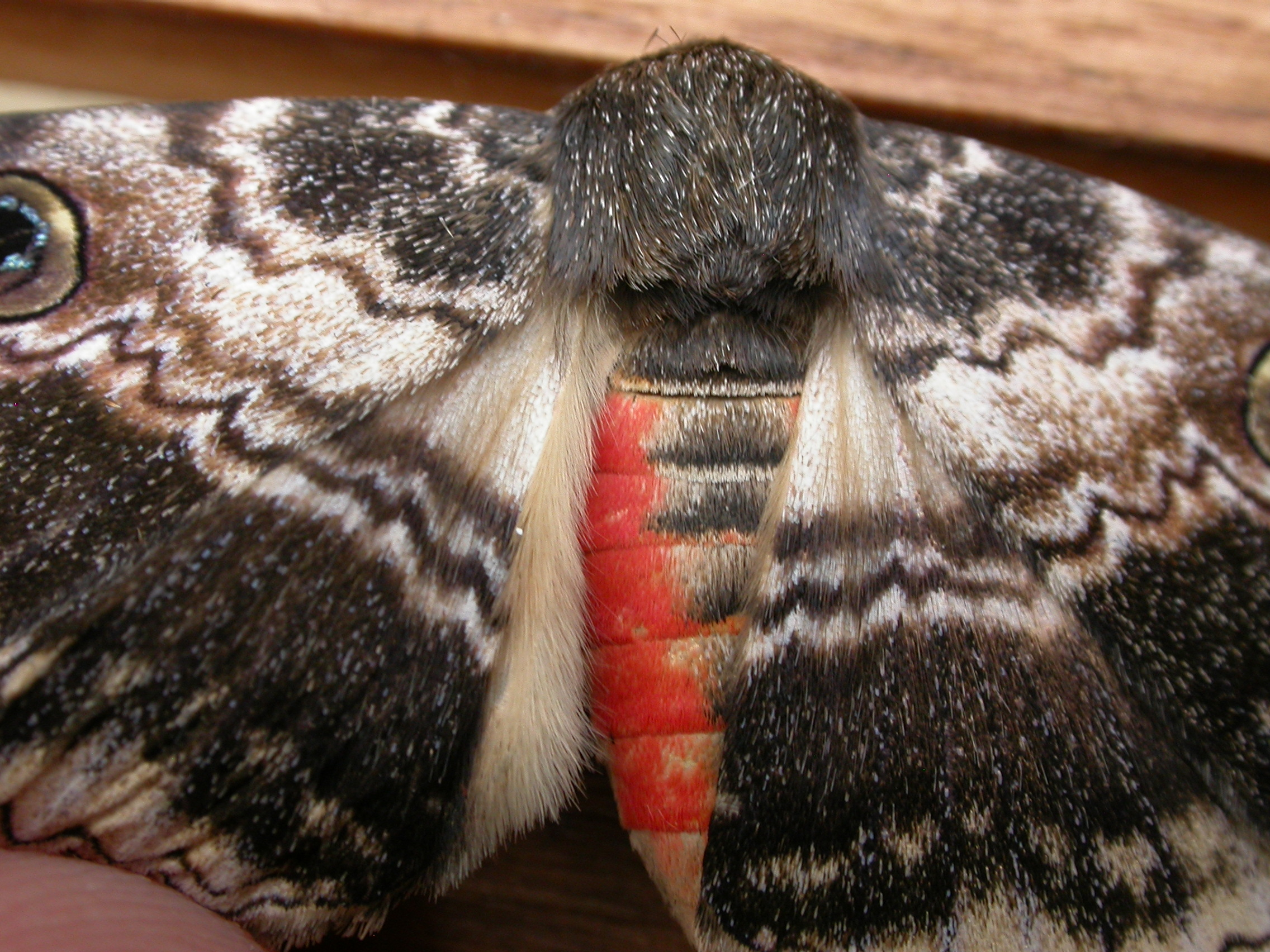